# E25
La ruta E-25 forma part de la Xarxa de carreteres europees, concretament de les carreteres de recorregut Nord-Sud, inicia el seu recorregut en la ciutat de Hoek van Holland els (Països Baixos), recorre els Països Baixos, Bèlgica, Luxemburg, França, Suïssa i Itàlia, on el traçament s'interromp en Gènova fins Bastia (Còrsega), torna a interrompre's des de Bonifacio (Còrsega) fins Porto Torres (Sardenya), i finalment torna a interrompre's des de Càller (Sardenya) fins a Palerm (Sicília) on finalitza el seu recorregut. La seva longitud és de 1.830 km.

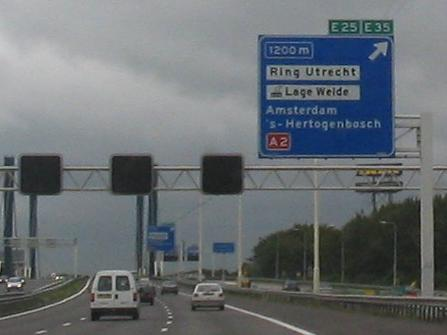
E25 al seu pas pels Països Baixos.
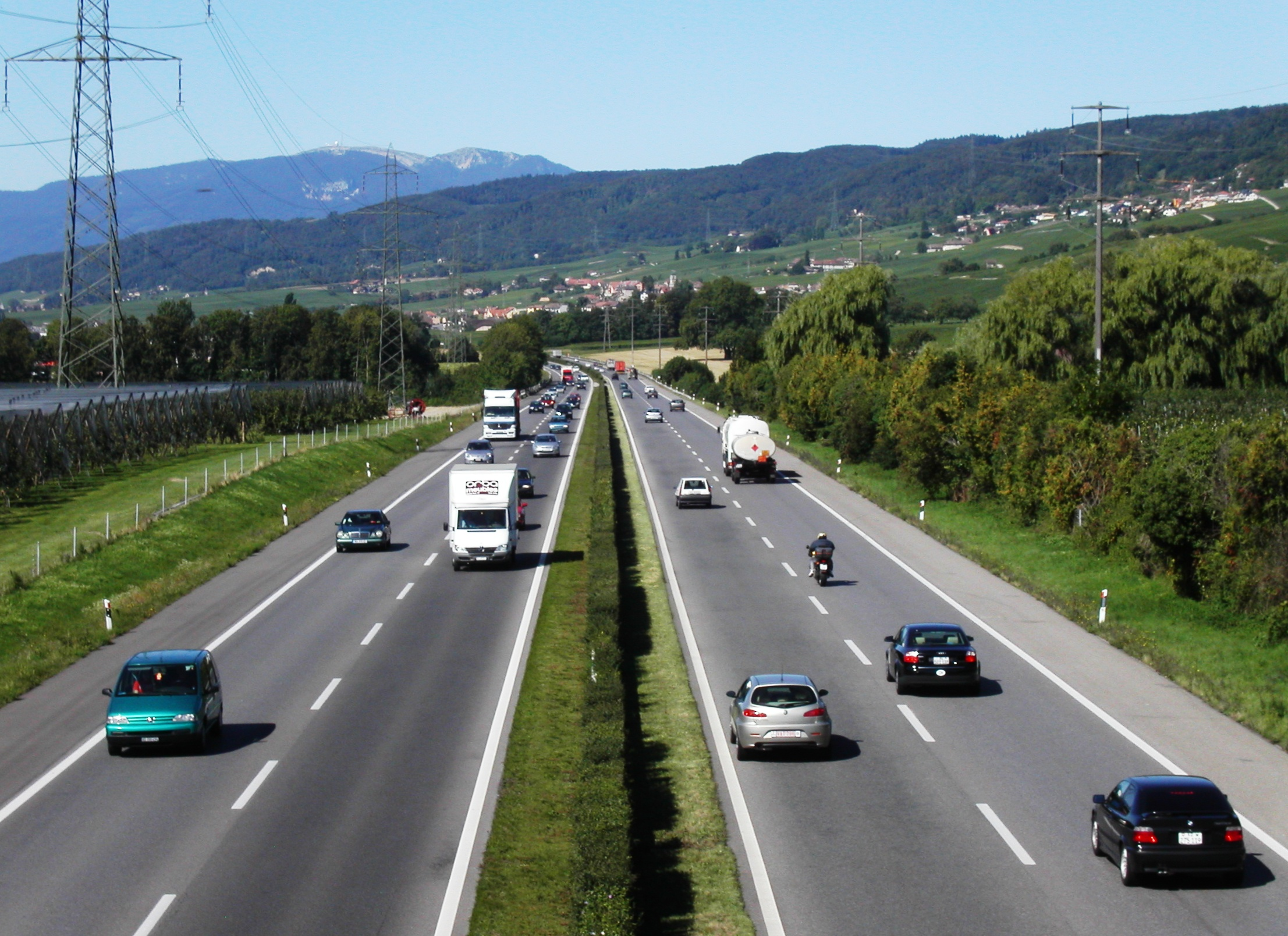
E25 al seu pas per Suïssa.
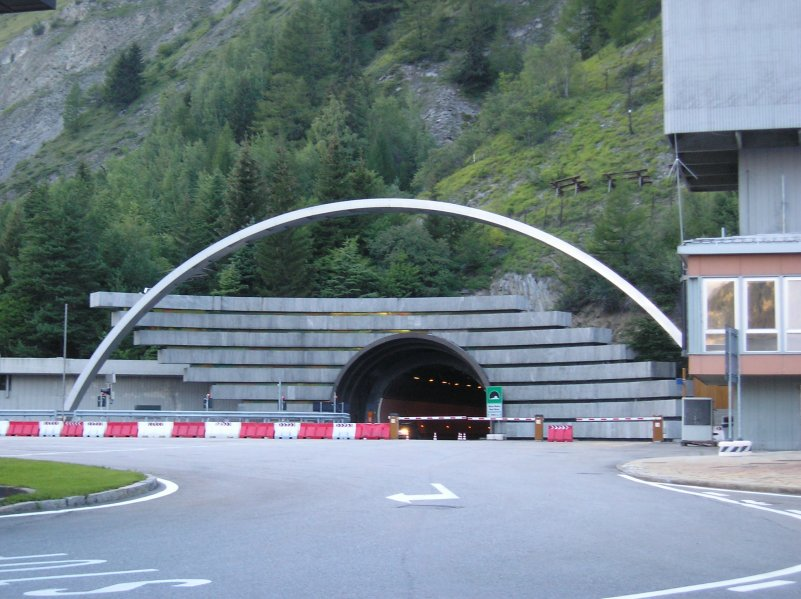
E15 al seu pas pel túnel de Montblanc, costat d'Itàlia.